# Antonio Ángel Algora Hernando
Antonio Ángel Algora Hernando (La Vilueña, 2 ottobre 1940 – Madrid, 15 ottobre 2020) è stato un vescovo cattolico spagnolo.

## Biografia
Antonio Ángel Algora Hernando nacque a La Vilueña il 2 ottobre 1940.

### Formazione e ministero sacerdotale
Compì gli studi ecclesiastici nel seminario di Madrid.
Il 23 dicembre 1967 fu ordinato presbitero per l'arcidiocesi di Madrid. In seguito ottenne la licenza in scienze sociali presso l'Istituto superiore di pastorale "Leone XIII" di Madrid. Prestò servizio come assistente ecclesiastico del movimento "Hermandades del Trabajo" ad Alcalá de Henares dal 1968 al 1973; collaboratore di Abundio García Román, fondatore del movimento, a Madrid dal 1973 al 1978; assistente generale delle "Hermandades" dal 1978 al 1984 e vicario episcopale della III vicaria dal 9 ottobre 1984 al 1985.

### Ministero episcopale
L'11 luglio 1985 papa Giovanni Paolo II lo nominò vescovo di Teruel e Albarracín. Ricevette l'ordinazione episcopale il 29 settembre successivo dall'arcivescovo Mario Tagliaferri, nunzio apostolico in Spagna, co-consacranti i cardinali Vicente Enrique y Tarancón, arcivescovo emerito di Madrid, e Ángel Suquía Goicoechea, arcivescovo della stessa arcidiocesi.
Il 20 marzo 2003 lo stesso papa Giovanni Paolo II lo nominò vescovo di Ciudad Real. Prese possesso della diocesi il 18 maggio successivo.
Nel gennaio del 2005 e nel marzo del 2014 ha compiuto la visita ad limina.
L'8 aprile 2016 papa Francesco accettò la sua rinuncia al governo pastorale della diocesi per raggiunti limiti di età. Continuò a reggere la diocesi come amministratore apostolico fino all'ingresso in diocesi del suo successore, il 21 maggio successivo. Si trasferì a Madrid e fino all'ultimo ricovero in ospedale prestò servizio nella parrocchia di Santa Maria Maggiore e San Giuliano nel quartiere madrileno di Tetuán. Inoltre, continuò ad accompagnare le Confraternite del lavoro, proprio come nei suoi primi anni di sacerdozio
In seno alla Conferenza episcopale spagnola fu membro del consiglio per l'economia e, in quanto tale, responsabile del segretariato per la sostenibilità economica della Chiesa; membro della commissione per l'apostolato secolare; responsabile del dipartimento per la pastorale del lavoro e membro della commissione per la pastorale sociale e la promozione umana dal marzo del 2020 alla morte.
Il 20 settembre 2020 venne ricoverato all'ospedale La Paz di Madrid a causa di una polmonite bilaterale causata dal nuovo coronavirus SARS-CoV-2. Morì verso le 16 del 15 ottobre 2020 all'età di 80 anni per insufficienza multiorgano. Le esequie si tennero sabato 17 ottobre alle ore 11 nella cattedrale di Ciudad Real e furono presiedute da monsignor Gerardo Melgar Viciosa. Al termine del rito fu sepolto nello stesso edificio.

## Genealogia episcopale
La genealogia episcopale è:
- Cardinale Scipione Rebiba
- Cardinale Giulio Antonio Santori
- Cardinale Girolamo Bernerio, O.P.
- Arcivescovo Galeazzo Sanvitale
- Cardinale Ludovico Ludovisi
- Cardinale Luigi Caetani
- Cardinale Ulderico Carpegna
- Cardinale Paluzzo Paluzzi Altieri degli Albertoni
- Papa Benedetto XIII
- Papa Benedetto XIV
- Papa Clemente XIII
- Cardinale Giovanni Francesco Albani
- Cardinale Carlo Rezzonico
- Cardinale Antonio Dugnani
- Arcivescovo Jean-Charles de Coucy
- Cardinale Gustave-Maximilien-Juste de Croÿ-Solre
- Vescovo Charles-Auguste-Marie-Joseph Forbin-Janson
- Cardinale François-Auguste-Ferdinand Donnet
- Vescovo Charles-Emile Freppel
- Cardinale Louis-Henri-Joseph Luçon
- Cardinale Charles-Henri-Joseph Binet
- Cardinale Maurice Feltin
- Cardinale Jean-Marie Villot
- Arcivescovo Mario Tagliaferri
- Vescovo Antonio Ángel Algora Hernando